# Bombardeo de Larache (1765)
El bombardeo de Larache, conocido en la época de los hechos como el Asunto Larache, fue una expedición lanzada en junio de 1765 por la marina francesa contra la ciudad marroquí de Larache tras el bombardeo de las ciudades de Salé y Rabat en el mismo año. Fue una derrota occidental ante las fuerzas locales en el contexto de las campañas coloniales.
La operación se llevó a cabo primero en la ciudad de Salé, después de unos días de bombardeo en esta ciudad, el capitán de ala Duchaffault decidió atacar la Mehdía, pero unos días más tarde decidió bombardear Larache.
La ciudad de Larache fue bombardeada durante unos días después de varias expediciones a la ciudad. Pero como parte de la operación de los chalupas, algunos pequeños barcos de la escuadra francesa bajo las órdenes del Capitán Latouche-Beauregard subieron el río Lixa con el objetivo de destruir algunos barcos marroquíes. Pero este intento fue un fracaso ya que estaban rodeados por los marroquíes. Siete pequeñas embarcaciones fueron capturadas, mientras que nueve pudieron regresar al escuadrón. Esta fracaso produjo muchas bajas.

## Antecedentes
Después de la Guerra de los Siete Años, Francia dirigió su atención a los corsarios bárbaros, en particular los de Marruecos, que habían aprovechado el conflicto para atacar varios barcos europeos.
La ciudad de Larache ya había sufrido un asedio en 1689, que terminó con la toma de la ciudad por los marroquíes bajo el mando del sultán marroquí Ismaíl de Marruecos. Los españoles habían estado presentes en la ciudad desde 1610, pero esta ofensiva los expulsó, sin olvidar que varias otras ciudades fueron retomadas durante el mismo período, entre ellas Tánger y la Mehdia.·.
Justo antes del bombardeo, el mismo escuadrón que participó en el bombardeo de Larache lanzó una incursión en la ciudad de Salé porque los corsarios salados estaban haciendo muchas capturas en los barcos mercantes franceses. Esta incursión comenzó el 31 de mayo de 1765, cuando a bordo del Utile Louis-Charles de Besné dit Duchaffault ancló frente a Salé. Del 2 al 11 de junio, la escuadra bombardeó implacablemente la ciudad, pero los problemas eran que las bombas no podían llegar a los corsarios y así, a partir del 17 de junio, los franceses comenzaron su viaje a Mehdia. Pero entonces, como sólo había un edificio en el puerto, Duchaffault decidió bombardear otro lugar y a partir del 21 de junio, los franceses partieron hacia Larache.
Lo que llevó al bombardeo de Salé fue que durante algunos años Francia y Marruecos habían estado negociando una paz, para la cual había varias negociaciones y propuestas preliminares de ambas partes. Sin embargo, como las propuestas del Rey de Marruecos eran quiméricas y las dificultades se sucedían una tras otra, los franceses decidieron cancelar las negociaciones por el momento, ya que los corsarios marroquíes se llevaban mucho del comercio francés.

## Preparativos
A principios de 1765, el Tribunal de Francia decidió una expedición para ir a la guerra en los puertos marroquíes. El objetivo sería destruir completamente los puertos o llevar al sultán de Marruecos a hacer la paz en condiciones razonables. Así, Louis Charles du Chaffault de Besné, jefe de la escuadra, fue nombrado por el Rey para dirigir esta operación.
Duchaffault fue primero a  Rochefort para armar su útil navío con unos sesenta cañones alrededor de febrero, luego desde la isla de Aix, el 11 de abril se dirigió al Cabo San Vicente, que era el lugar donde cuatro fragatas de Brest iban a unirse a la escuadra. Llegaron el 21 de abril..
Fue después de este cruce que el escuadrón se dirigió hacia las costas bárbaras pero un vendaval del noroeste bloqueó su progreso. Duchaffault se vio obligado a entrar en el Mediterráneo debido al mal tiempo, y no fue hasta el 5 de mayo para llegar a la costa marroquí. Pero las tripulaciones de los barcos provenzales de la escuadra que habían estado en el mar durante mucho tiempo pidieron a Duchaffault que fuera a renovar el agua ya que seguramente se le acabaría durante el bombardeo. Mucho antes, Duchaffault había dejado a dos  galeones  en el puerto de Cádiz esperando órdenes. El 16 de mayo, Duchaffault colocó las fragatas de Brest a la entrada de los distintos puertos de la costa, mientras que L'Utile partió hacia Cádiz, donde los dos galeones seguían esperando órdenes.

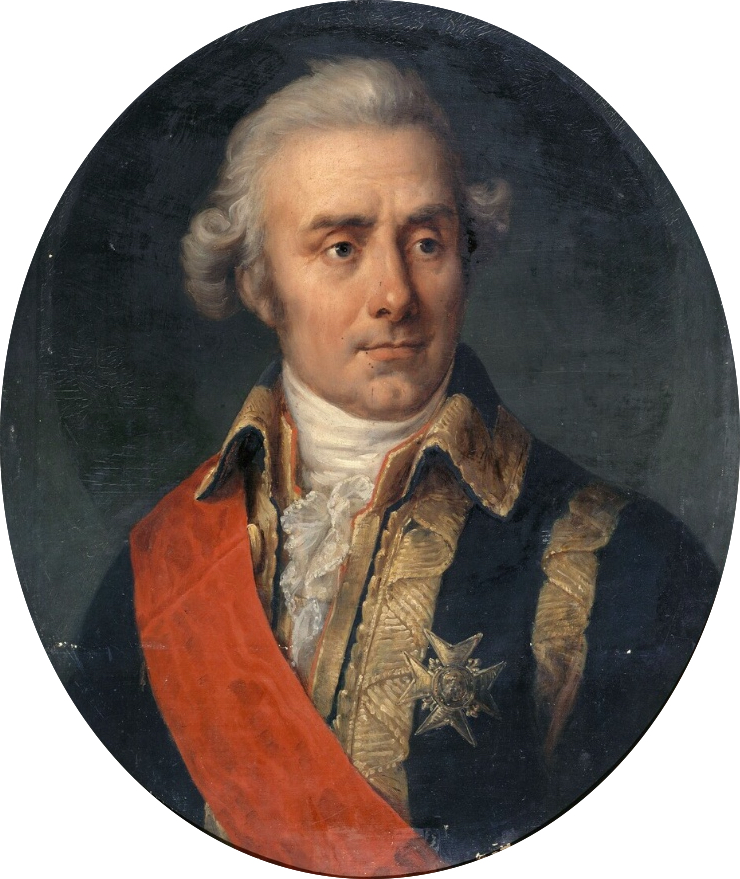
Retrato de Louis Charles du Chaffault de Besné.

Duchaffault llegó a Cádiz al día siguiente, donde se unió al resto de su escuadrón con la excepción de los empleados en el Mediterráneo. Duchaffault permaneció allí hasta el 26 de mayo, luego zarpó hacia la costa bárbara, y el 28 de mayo, mientras navegaba por esta costa, recibió informes de los barcos que estaban apostados en las entradas de los puertos a lo largo del camino. Duchaffault encontró a La Gracieuse y L'Héroïne ocupados quemando dos barcos mercantes franceses que habían sido tomados por un Quebec de 28 cañones el día anterior por La Gracieuse. El quebec marroquí había logrado escapar porque La Gracieuse no tenía suficiente alcance para destruir el barco marroquí, que escapó a Larache.
El jefe de ala Duchaffault decidió bombardear a Salé, porque Salva, el negociador francés, no tuvo éxito en su misión, ya que el Sultán  Mohammed ben Abdallah todavía persistía y no quería aceptar las propuestas francesas..
El escuadrón francés a cargo de la expedición incluía 14 grandes barcos así como varios otros quebequés y canoas, incluyendo el Utile, que estaba armado con 60 cañones según Maurville, y 52 según otra fuente. La fragata que llevaba el nombre de L'Héroïne estaba comandada por François Joseph Paul de Grasse y estaba armada con 30 cañones. Los otros buques que participaron en la expedición fueron La Terpsichore comandada por el capitán Marchainville, La Licorne dirigida por el conde de Breugnon, La Chimère dirigida por el capitán Beaucouse, La Gracieuse comandada por Apchon, La Pléiade bajo el mando del Caballero de Semerville y finalmente La Topaze dirigida por el teniente de Barjetton. El gran chébec Singe está en cuanto a él bajo el mando de  Pierre André de Suffren.
Así, el 31 de mayo, Duchaffault llegó a Salé y bombardeó del 2 al 11 de junio. Pero debido a la dificultad de la operación, Duchaffault decidió atacar otro puerto a partir del 17 de junio. El escuadrón se dirigió primero a La Mamora, pero las condiciones meteorológicas bloquearon su avance y los franceses no pudieron anclar hasta el 19 de junio. Al día siguiente, el escuadrón se preparó para bombardear el lugar, pero el Almirante Duchaffault consideró que un solo bombardeo de un barco marroquí en el fondo del puerto no merecía la atención del escuadrón. El 21 de junio de 1765 decidió bombardear el puerto de Larache, y ese mismo día, los barcos franceses se dirigían hacia allí. Durante los dos días siguientes, debido a la niebla y los vientos, fue imposible para el escuadrón atracar. El 24 de junio de 1765, los franceses lograron capturar un barco sueco que transportaba municiones y suministros pertenecientes al sultán marroquí en Salé. Duchaffault lo envió a Brest bajo la escolta de La Biche.

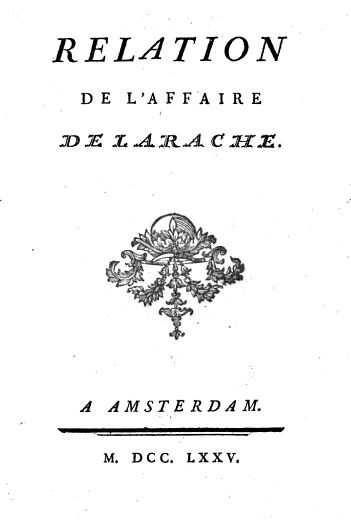
Relation de l'affaire de Larache, por Bidé de Maurville, 1775.

## Desarrollo los acontecimientos

### Inicio de la operación
El 25 de junio de 1765, los franceses llegaron frente a Larache alrededor de las tres de la tarde. Varios barcos marroquíes se encontraban en el puerto, incluyendo uno completamente armado y listo para salir, que estaba en la entrada del río. La fuerza francesa estaba muy bien posicionada y podía destruir el barco. Se decidió que la nave sería destruida por la noche. Unos pocos barcos iban a atacar un castillo fortificado como diversión mientras el resto de la flota intentaba entrar en el puerto, pero debido a la fuerza del mar y las condiciones, el ataque se pospuso hasta el día siguiente.
Después de una primera expedición el día anterior, el 26 de junio de 1765, la escuadra francesa logró iluminar las defensas moras y destruir las baterías que no pudieron tomar represalias. Los franceses lograron penetrar en el río e incendiar un barco marroquí en el puerto.
En la noche del 26 al 27 de junio de 1765, después de haber lanzado dos expediciones en las que Larache fue bombardeado, Duchaffault decidió separar ocho botes de remos para incendiar una embarcación marroquí que se encontraba a la entrada del río. Esta expedición fue un fracaso parcial ya que los franceses lograron incendiar el barco que fue abordado sin oposición, sólo un hombre resultó herido durante la operación. Pero cuando estos barcos se unieron a los barcos grandes, los franceses vieron que los moros detuvieron rápidamente el fuego y la operación fue inútil. Según Maurville, las fuerzas francesas estaban listas para hacer otro intento pero la falta de agua en el río hizo imposible que los barcos pasaran. La marea fue también uno de los factores que contribuyó a la demora del intento.

### El cerco y el fracaso francés

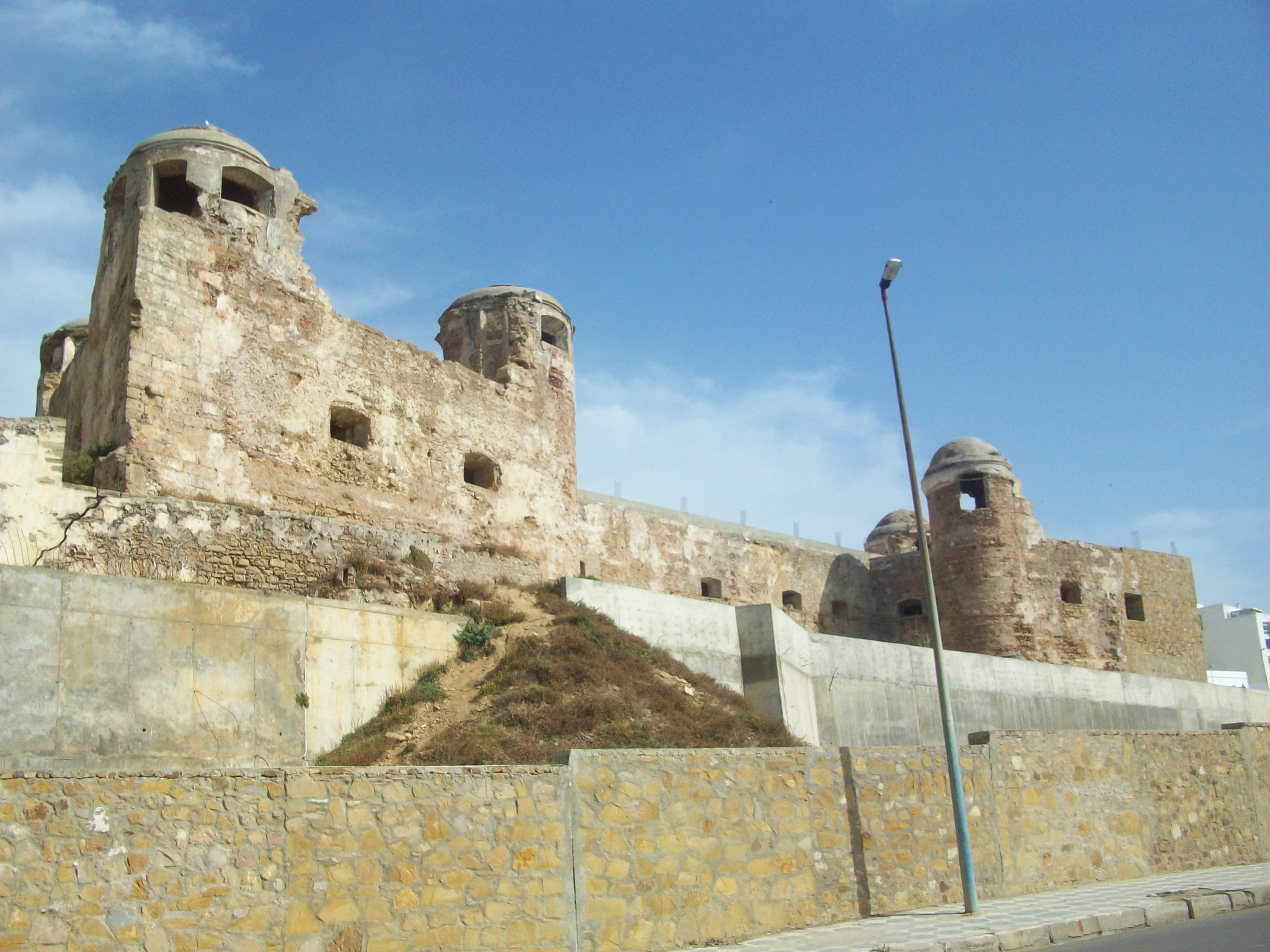
La fortaleza de Larache fue atacada por una flota francesa en junio de 1765

Todos los oficiales que vieron la situación de Duchaffault de esta manera le sugirieron que llevara a cabo una nueva expedición a plena luz del día. Sin embargo, el general no quiere decidir nada sin consultar a los capitanes de las otras naves de su ala. En la mañana del 27 de junio, hizo una señal a todos los comandantes de los otros barcos para que subieran a bordo y después de consultarlos se enteró de que todos tenían la misma idea de una nueva expedición. Luego ordenó al capitán de cada barco que volviera a su barco y armara los botes y las canoas y que estuviera listo para la señal de volver a los botes de su barco. También instruye a los capitanes para que naveguen lo más cerca posible de la entrada del puerto. Mientras que la nave de Duchaffault hizo lo mismo. Así, las fragatas, galeones bomba y chébecs comenzaron a bombardear la ciudad de Larache hasta el mediodía, se detuvieron para el almuerzo, y luego comenzaron de nuevo a las dos en punto.

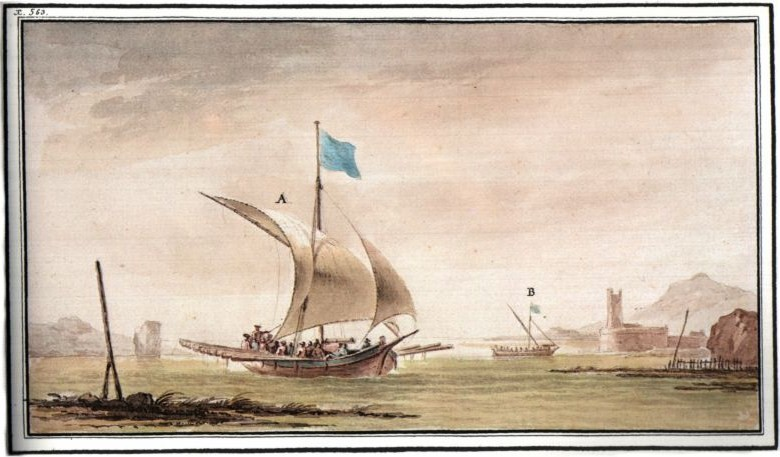
Un bote de remos armado. Durante el bombardeo de Larache, la ciudad fue gravemente afectada, pero el ataque en el wadi con botes de remos provocó grandes pérdidas.

A las cuatro en punto, Duchaffault dio la orden de dar la señal para que los remeros y las canoas subieran a bordo, y se fueron de inmediato. Latouche de Beauregard estaba a cargo de la expedición. Duchaffault también nombró los botes de remos que participarían en la destrucción de los edificios que se encontraban en el puerto y también formó otras divisiones para prestar apoyo.
Entonces comenzó la operación de los chalupas: los chalupas llegaron a la barra y durante el viaje por el río pasaron por varios fuertes y castillos a  distancia de pistolas. Mientras los barcos siguen avanzando, varios marroquíes se esconden detrás de las rocas que bordean la entrada y el interior del río. Las tropas francesas entonces abrieron fuego contra las tropas moras y, después de acercarse, los franceses del bote de remos La Terpsichore abordaron el primer barco marroquí, que fue tomado sin ninguna resistencia. Después de que el barco fue destruido, las unidades francesas trataron de evitar que los moros atrincherados cerca de las tiendas se opusieran al abordaje de una galera por una unidad francesa comandada por Camiran. Durante los combates, una unidad comandada por Kergariou trató de acercarse al otro lado del río para incendiar un gran chébec.

## Resultados y consecuencias

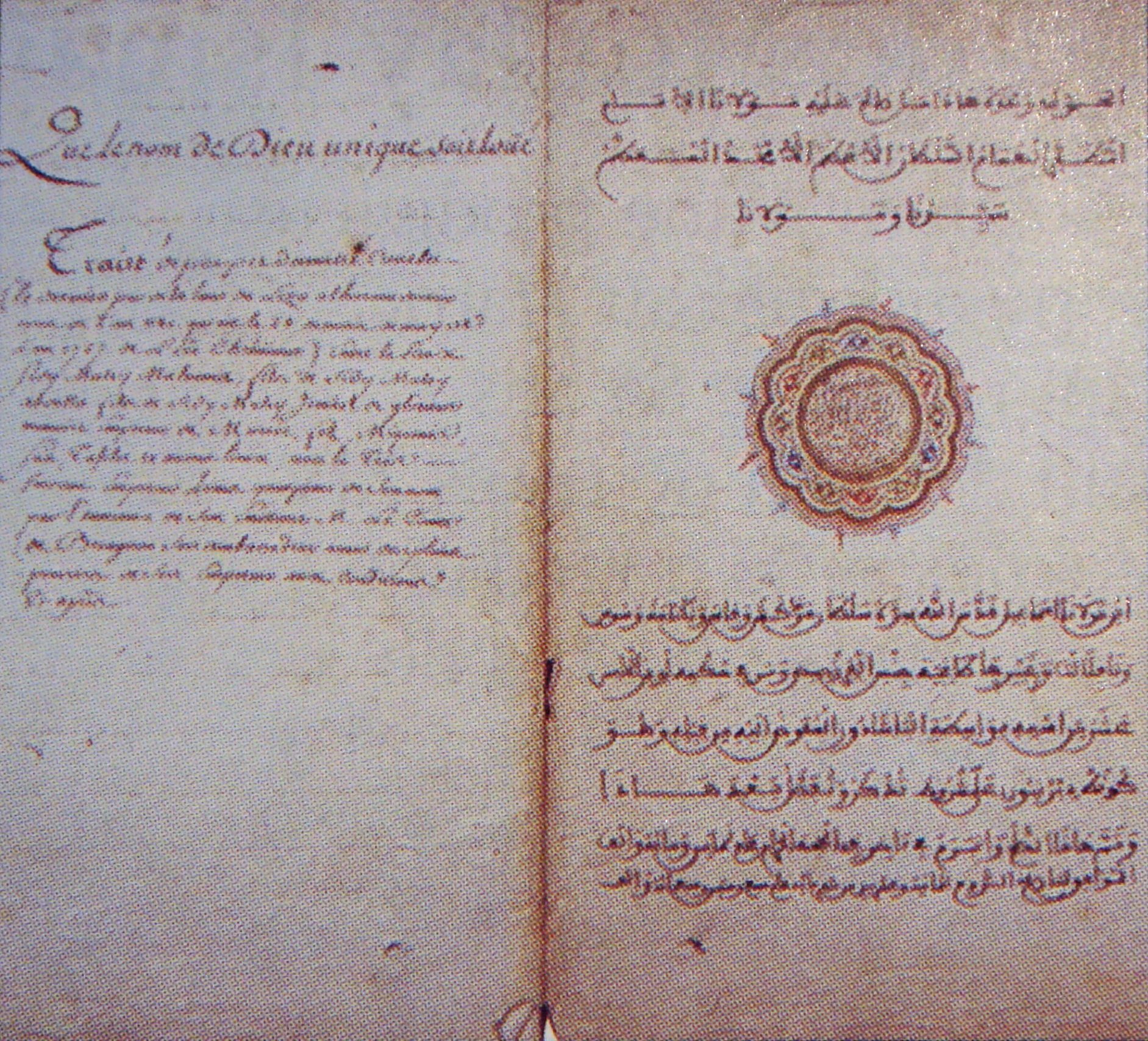
Tratado comercial firmado por Mohammed ben Abdallah con Francia en 1767.

Según Maurville, la chalupa y la canoa de l'Utile, la canoa de l'Héroïne, la chalupa de l'Etna y la chalupa de La Terpsichore estaban entre los siete barcos capturados por los marroquíes. La operación, aparte de los barcos perdidos, resultó con 200 muertos y 49 prisioneros, pero según otras fuentes hasta 450 hombres fueron asesinados. Según Charles Lee Lewis, se perdieron hasta 300 hombres sin especificar si sólo fueron muertos. En cuanto al balance de los moros, según los franceses, durante los tres días de combate, murieron unos 3000 moros, pero estas cifras son muy exageradas ya que incluso Bidé de Maurville lo confirma.
Se dice que los hombres capturados participaron en la construcción de la ciudad de Essaouira, que fue diseñada por Théodore Cornut para el soberano de Marruecos,  Mohammed ben Abdallah.
La flota fue incapaz de recuperar a los prisioneros o de infligir represalias a las fuerzas marroquíes. Este fracaso siguió a la Guerra de los Siete Años, que había terminado en una derrota.
La derrota en Larache condujo a una tregua y a un tratado entre Francia y Marruecos en 1767, con términos que, sin embargo, eran favorables al comercio francés. El Conde de Breugnon negoció el tratado entre Francia y Marruecos y mientras tanto compró a los cautivos de la corte del Sultán.